# Мащенко, Николай Павлович
Никола́й Па́влович Ма́щенко (укр. Микола Павлович Мащенко; 12 января 1929 — 2 мая 2013) — советский и украинский кинорежиссёр. Народный артист Украинской ССР (1983).

## Биография
Н. П. Мащенко родился 12 января 1929 года в селе Меловатка (ныне Сватовского района Луганской области Украины). В 1950 году окончил актёрский факультет Харьковского театрального института, затем режиссёрский факультет того же института (1953).
Работал театральным режиссёром. С 1957 года — режиссёр, сценарист, актёр Киевской киностудии им. А. П. Довженко. Преподавал в Киевском государственном институте театрального искусства имени И. К. Карпенко-Карого. С 1969 года — секретарь правления Союза кинематографистов Украины, с 1987 по 2004 годы — генеральный директор Киевской киностудии художественных фильмов имени А. П. Довженко.
Член КПСС с 1962 года.
Председатель Комитета по Шевченковским премиям (1996—99). Член Союза кинематографистов и Союза писателей Украины. Член-основатель Академии искусств Украины с декабря 1996 года, член президиума и академик-секретарь Отделения киноискусства АИУ; академик Академии телевидения Украины.
В 1990-х 2000-х годах режиссёр считал, что украинское кино, хоть и переживало плохие времена, совсем прийти в упадок не сможет. У него в кабинете висел диплом со знаком «Оскара». Он подтверждал, что впервые за всю историю существования киностудии имени Довженко картина «Приятель покойника» попала в номинацию на получение этой престижной награды, хоть и уступила место более сильным конкурентам.
Умер 2 мая 2013 года в Киеве. Во вторник, 7 мая, в Доме кино в Киеве состоялась церемония прощания, в тот же день похоронен на Байковом кладбище.

## Работа в кино

### Режиссёрские работы
1. 1961 — Радость моя
2. 1963 — Новеллы Красного дома
3. 1965 — Хочу верить
4. 1966 — Всюду есть небо
5. 1968 — Ребёнок
6. 1969 — Комиссары
7. 1971 — Иду к тебе...
8. 1975 — Как закалялась сталь
9. 1979 — Путь к Софии / Пътят към София (совместно с Болгарией)
10. 1980 — Овод
11. 1983 — Карастояновы / Семейство Карастоянови (совместно с Болгарией)
12. 1983 — Парижская драма
13. 1985 — Накануне / В навечерието (совместно с Болгарией)
14. 1986 — Мама, родная, любимая...
15. 1987 — Всё побеждает любовь
16. 1988 — Зона
17. 1992 — Венчание со смертью / Вінчання зі смертю (Украина)
18. 2006 — Богдан-Зиновий Хмельницкий / Богдан-Зиновій Хмельницький (Украина)

### Сценарист
1. 1965 — Хочу верить
2. 1967 — Две смерти (ТВ)
3. 1968 — Ребёнок
4. 1969 — Комиссары
5. 1981 — Осенняя дорога к маме (ТВ)
6. 1983 — Карастояновы / Семейство Карастоянови (совместно с Болгарией)
7. 1983 — Парижская драма
8. 1985 — Накануне / В навечерието (совместно с Болгарией)
9. 1986 — Мама, родная, любимая...
10. 1987 — Всё побеждает любовь
11. 1988 — Зона
12. 1992 — Венчание со смертью / Вінчання зі смертю (Украина)
13. 2006 — Богдан-Зиновий Хмельницкий / Богдан-Зиновій Хмельницький (Украина)

### Актёр
1. 1964 — Сон

## Работа в театре
- 1994 — «Дом, где всё кувырком» Андреа Портес (режиссёрская постановка в Национальном академическом театре русской драмы имени Леси Украинки, Киев)

## Награды и премии
- Орден князя Ярослава Мудрого IV степени (29 декабря 2004 года) — за выдающиеся личные заслуги в развитии украинского киноискусства, многолетний плодотворный творческий труд и общественный деятельность[4]
- Орден князя Ярослава Мудрого V степени (11 декабря 1999 года) — за выдающиеся личные заслуги перед Украинским государством в развитии национального киноискусства, многолетнюю плодотворную общественную деятельность[5]
- Орден «За заслуги» I степени (23 августа 2011 года) — за значительный личный вклад в становление независимости Украины, утверждение ее суверенитета и международного авторитета, заслуги в государствообразующей, социально-экономической, научно-технической, культурно-образовательной деятельности, добросовестное и безупречное служение Украинскому народу[6]
- Орден «За заслуги» II степени (10 сентября 2008 года) — за значительный личный вклад в развитие национального киноискусства, весомые достижения в профессиональной деятельности, многолетний плодотворный труд и по случаю Дня украинского кино[7]
- Почётный знак отличия Президента Украины (22 августа 1996 года) — за выдающийся личный вклад в обогащение национальной культурно-художественного наследия, весомые творческие достижения и по с случаю пятой годовщины независимости Украины[8]
- Орден Трудового Красного Знамени
- Орден Дружбы народов (30 мая 1978 года) — за заслуги в развитии советской кинематографии и активное участие в коммунистическом воспитании трудящихся[9]
- Орден «Кирилл и Мефодий» (Болгария)
- Орден Командора (Италия)
- Народный артист Украинской ССР (1983)
- Государственная премия Украины имени Александра Довженко 2011 года (10 сентября 2011 года) — за выдающийся вклад в развитие украинского киноискусства[10]
- Государственная премия УССР имени Т. Г. Шевченко (1982) — за фильм «Овод» (1980)
- премия Ленинского комсомола (1974) — за многосерийный фильм «Как закалялась сталь»
- Главный приз Всесоюзного кинофестиваля в Тбилиси (1975) — за фильм «Как закалялась сталь» (1973)
- приз телевидения ГДР «Золотая лавровая ветвь» (1974) — за фильм «Как закалялась сталь» (1973)
- премия КЦ ЛКСМУ имени Н. А. Островского (1970)
- Почётная грамота Кабинета Министров Украины (13 декабря 1999 года) — за значительный личный вклад в развитие украинского киноискусства, высокий профессионализм[11]
- Почётная грамота Президиума Верховного Совета УССР
- Почётная Грамота Президиума Верховного Совета Абхазии
- Почётный гражданин города София
- XI Бердянский Международный кинофестиваль присудил ему Почётный приз оргкомитета и жюри БМКФ «За выдающийся вклад в мировой кинематограф» как режиссёру фильма «Богдан-Зиновий Хмельницкий» (Украина).
- Специальный приз жюри кинофестиваля «Стожары» за высокое мастерство режиссёра в работе с актёром (1995)